# Edredom

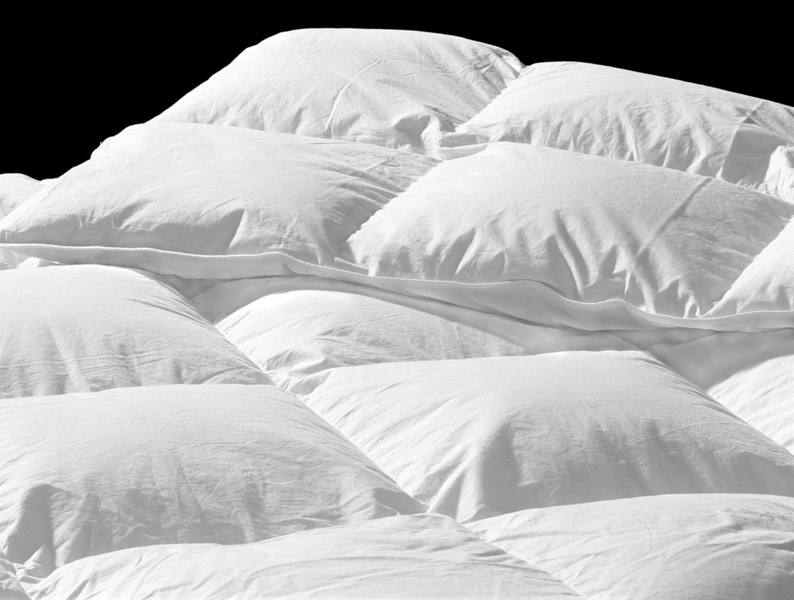
Edredão

Edredom ou edredão (ou ainda frouxel) é uma coberta de espessura grossa usada nos dias mais frios. Consiste de uma manta macia geralmente acolchoada com penas, sumaúma, lã ou algodão. Edredons surgiram na Europa, onde eram acolchoados com penas de patos ou gansos. Desde a Era Viquingue, edredons de plumão do êider eram usados por povos da costa nortenha da Noruega. A própria palavra "edderdun" ou "ejderdun", de origem escandinava, significa «penugem fina, do peito do êider» e entrou na língua portuguesa através do francês édredon. Em alguns lugares do Brasil, o edredom também é conhecido como sono leve.

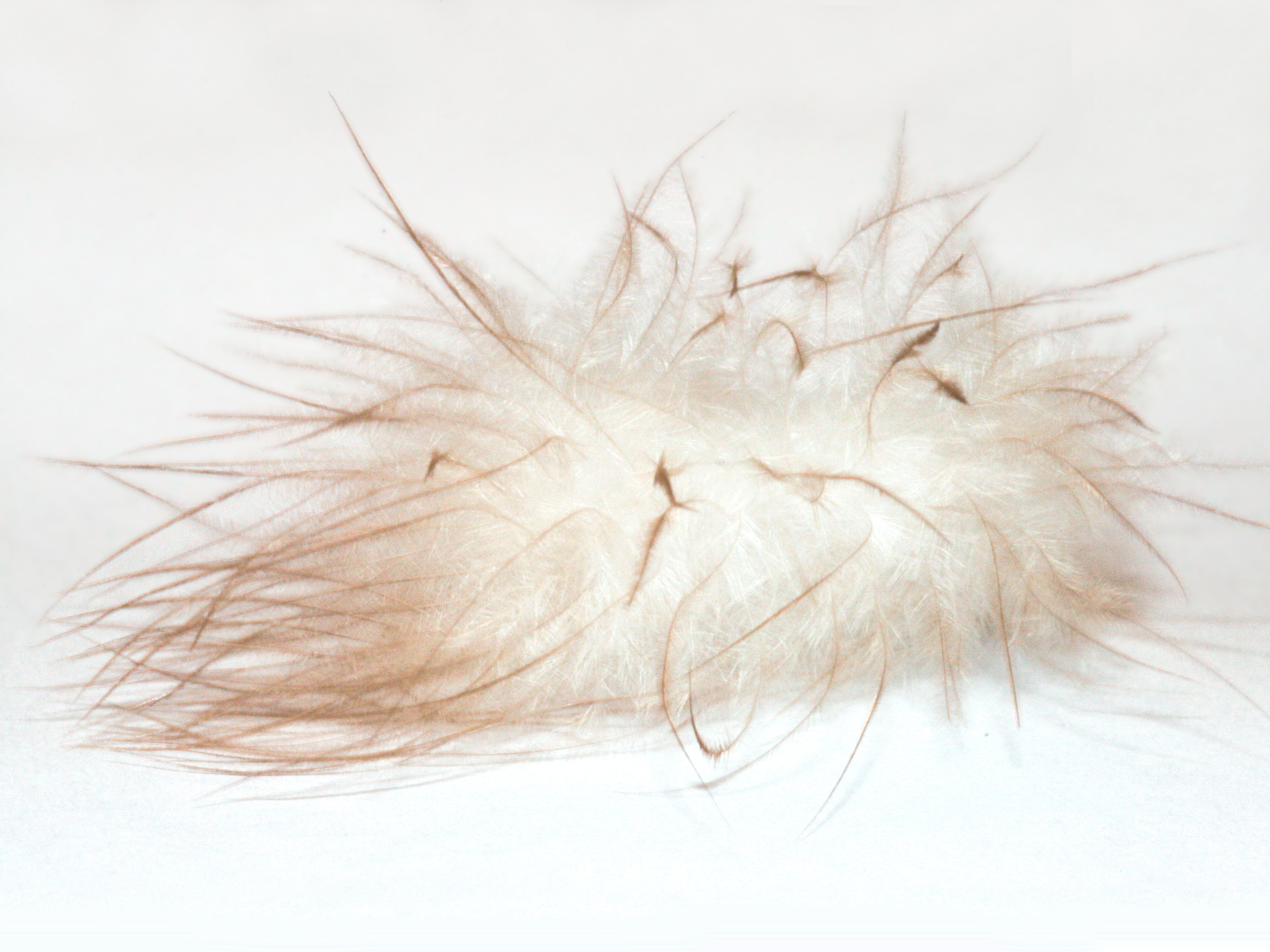
Enchimento

Os enchimentos dos edredons normalmente são feitos com mantas de poliéster produzidas com diferentes espessuras e gramaturas.
Existe, porém, um detalhe que pode representar uma grande diferença na qualidade: as mantas podem ser siliconadas ou resinadas.
As siliconadas mantêm a espessura do edredom por mais tempo. Com o uso, a resina se esfarela e a manta fica bem fina. São bem mais baratas e perdem logo a espessura, mesmo sem a lavagem.